# Leiopus femoratus
Стончик омеловий (Leiopus femoratus (Fairmaire 1859) — жук родини Скрипунових (Cerambycidae).

## Опис
У 2025-му році для Стончика омелового було розроблено новий діагноз для його морфологічної ідентифікації. Жуки 5-7,5 мм завдовжки. Лоб широкий, дуже опуклий, сильно випинається вперед між очима. Членики вусиків, починаючи з третього, червонувато-бурі з чорними верхівками. Передньоспинка менш-більш квадратна. Виріст передньогрудей дуе вузький, не ширше подвійної облямівки передніх тазикових западин. Стегна ніг різко розширені у постеріарній третині, булавоподібні. Надкрилля випуклі у прищитковій частині з мінливим малюнком, бурого кольору зі світлою волосяною поперечною перев'яззю ісвітлими верхівками. Верхівка едеаґусу із вузька, притуплена. Парамери вузькі, булавоподібні, дугоподібно вигнуті.

## Розповсюдження
У першій декаді ХХІ сторіччя було відмічено стрімке розповсюдження Стончика омелового на північ . Сьогодні Leiopus femoratus досяг берегів Балтійського моря і продовжує розповсюджуватись на північ. Однак вихідний ареал залишається не цілком зрозумілим, що пов'язано із частими помилками при його ідентифікації, плутаючи із Leiopus linnei і Leiopus nebulosus. Вид давно і добре був відомий із Криму, Кавказу і Малої Азії однак залишався невідомим для Балкан і Аппенін. Ймовірно, його ареал початково займав усю Південну Європу, за винятком Іберійського півострову. Стончик омеловий сьогодні відомий для більшої частини Європи за винятком півночі. У Східній Європі відомий ареал Leiopus femoratus простягається до ріки Дон. Окрім того вид поширений на Кавказі, Півночі Ірану і в Малій Азії. 

## Екологія
У Центральній Європі масово заселяє омелу білу (Viscum album). Окрім того заселяє широкий спектр листяних дерев.